# Joan Mesquida Puigcerver
Joan Mesquida Puigcerver, conegut com a Vola Vola (Llucmajor, Mallorca, 1844 - ?), fou un glosador mallorquí.
De Joan Mesquida se'n coneixen poques dades. Deixà inèdita una plagueta de gloses que duu per títol Trobo de capítol vint fet per advertenci de la nació de l'any 1883.